# Haplosymploce bicolorata
Haplosymploce bicolorata är en kackerlacksart som först beskrevs av Roth, L. M. 1985.  Haplosymploce bicolorata ingår i släktet Haplosymploce och familjen småkackerlackor. Inga underarter finns listade i Catalogue of Life.